# رهبر اپوزیسیون رسمی (کانادا)
رهبر اپوزیسیون رسمی (فرانسوی: chef de l'Opposition officielle‎)، که به‌طور رسمی به عنوان رهبر اپوزیسیون وفادار اعلیحضرت (فرانسوی: chef de la loyale opposition de Sa Majesté‎) شناخته می‌شود؛ سیاستمداری است که اپوزیسیون رسمی در کانادا را رهبری می‌کند، معمولاً رهبر حزبی است که بیشترین کرسی‌ها را در مجلس عوام دارد که حزب حاکم یا بخشی از ائتلاف حاکم نیست.

## رهبران اپوزیسیون رسمی
| پرتره                                  | نام حوزه انتخابیه (تولد – وفات)                                                                                                  | دوره تصدی                              | دوره تصدی                              | حزب                                    | حزب                                    | نخست‌وزیر حزب | نخست‌وزیر حزب                             |
| پرتره                                  | نام حوزه انتخابیه (تولد – وفات)                                                                                                  | شروع دوره                              | پایان دوره                             | حزب                                    | حزب                                    | نخست‌وزیر حزب | نخست‌وزیر حزب                             |
| -------------------------------------- | --- | -------------------------------------- | -------------------------------------- | -------------------------------------- | -------------------------------------- | ------------ | ---------------------------------------- |
|                                        | الکساندر مکنزی نماینده پارلمان از Lambton (1822–1892)                                                                            | March 6, ۱۸۷۳                          | November 5, ۱۸۷۳                       |                                        | حزب لیبرال کانادا                      |              | جان ا. مک‌دانلد Liberal-Conservative      |
|                                        | جان ا. مک‌دانلد نماینده پارلمان از Kingston (1815–1891)                                                                           | November 6, ۱۸۷۳                       | October 16, ۱۸۷۸                       |                                        | Conservative                           |              | الکساندر مکنزی حزب لیبرال کانادا         |
|                                        | الکساندر مکنزی نماینده پارلمان از Lambton (1822–1892)                                                                            | October 17, ۱۸۷۸                       | April 27, ۱۸۸۰                         |                                        | حزب لیبرال کانادا                      |              | جان ا. مک‌دانلد Conservative              |
| Vacant April 27 – May 3, 1880          | |                                        |                                        |                                        |                                        |              | جان ا. مک‌دانلد Conservative              |
|                                        | Edward Blake نماینده پارلمان از Durham West (1833–1912)                                                                          | May 4, ۱۸۸۰                            | June 2, ۱۸۸۷                           |                                        | حزب لیبرال کانادا                      |              | جان ا. مک‌دانلد Conservative              |
| Vacant June 3 – 22, 1887               | |                                        |                                        |                                        |                                        |              | جان ا. مک‌دانلد Conservative              |
|                                        | ویلفرید لوریه نماینده پارلمان از Quebec East (1841–1919)                                                                         | June 23, ۱۸۸۷                          | July 10, ۱۸۹۶                          |                                        | حزب لیبرال کانادا                      |              | جان ا. مک‌دانلد Conservative              |
|                                        | ویلفرید لوریه نماینده پارلمان از Quebec East (1841–1919)                                                                         | June 23, ۱۸۸۷                          | July 10, ۱۸۹۶                          | جان ابوت Conservative                  | حزب لیبرال کانادا                      |              |                                          |
|                                        | ویلفرید لوریه نماینده پارلمان از Quebec East (1841–1919)                                                                         | June 23, ۱۸۸۷                          | July 10, ۱۸۹۶                          | جان اسپارو دیوید تامپسن Conservative   | حزب لیبرال کانادا                      |              |                                          |
|                                        | ویلفرید لوریه نماینده پارلمان از Quebec East (1841–1919)                                                                         | June 23, ۱۸۸۷                          | July 10, ۱۸۹۶                          | مکنزی باول Conservative                | حزب لیبرال کانادا                      |              |                                          |
|                                        | ویلفرید لوریه نماینده پارلمان از Quebec East (1841–1919)                                                                         | June 23, ۱۸۸۷                          | July 10, ۱۸۹۶                          | چارلز تاپر Conservative                | حزب لیبرال کانادا                      |              |                                          |
|                                        | چارلز تاپر نماینده پارلمان از Cape Breton (1821–1915)                                                                            | July 11, ۱۸۹۶                          | February 5, ۱۹۰۱                       |                                        | Conservative                           |              | ویلفرید لوریه حزب لیبرال کانادا          |
|                                        | رابرت بوردن MP for حوزه انتخابیه هلیفکس (until 1904, from 1908) MP for Carleton (1905–1908) (1854–1937)                          | February 6, ۱۹۰۱                       | October 9, ۱۹۱۱                        |                                        | Conservative                           |              | ویلفرید لوریه حزب لیبرال کانادا          |
|                                        | ویلفرید لوریه نماینده پارلمان از Quebec East (1841–1919)                                                                         | October 10, ۱۹۱۱                       | February 17, 1919                      |                                        | حزب لیبرال کانادا                      |              | رابرت بوردن Conservative                 |
|                                        | Daniel Duncan McKenzie نماینده پارلمان از Cape Breton North and Victoria (1859–1927)                                             | February 17, ۱۹۱۹                      | August 7, ۱۹۱۹                         |                                        | حزب لیبرال کانادا                      |              | رابرت بوردن Conservative                 |
|                                        | ویلیام لیون مکنزی کینگ نماینده پارلمان از Prince (1874–1950)                                                                     | August 7, ۱۹۱۹                         | December 28, ۱۹۲۱                      |                                        | حزب لیبرال کانادا                      |              | رابرت بوردن Conservative                 |
|                                        | ویلیام لیون مکنزی کینگ نماینده پارلمان از Prince (1874–1950)                                                                     | August 7, ۱۹۱۹                         | December 28, ۱۹۲۱                      | آرتور میین Conservative                | حزب لیبرال کانادا                      |              |                                          |
|                                        | آرتور میین MP for Grenville (1922–1925) MP for Portage la Prairie (from 1925) (1874–1960)                                        | December 29, ۱۹۲۱                      | June 28, ۱۹۲۶                          |                                        | Conservative                           |              | ویلیام لیون مکنزی کینگ حزب لیبرال کانادا |
|                                        | ویلیام لیون مکنزی کینگ نماینده پارلمان از Prince Albert (1874–1950)                                                              | June 29, ۱۹۲۶                          | September 24, ۱۹۲۶                     |                                        | حزب لیبرال کانادا                      |              | آرتور میین Conservative                  |
| Vacant September 25 – October 10, 1926 | Vacant September 25 – October 10, 1926                                                                                           | Vacant September 25 – October 10, 1926 | Vacant September 25 – October 10, 1926 | Vacant September 25 – October 10, 1926 | Vacant September 25 – October 10, 1926 |              | ویلیام لیون مکنزی کینگ حزب لیبرال کانادا |
|                                        | Hugh Guthrie نماینده پارلمان از Wellington South (1866–1939)                                                                     | October 11, ۱۹۲۶                       | October 11, ۱۹۲۷                       |                                        | Conservative                           |              | ویلیام لیون مکنزی کینگ حزب لیبرال کانادا |
|                                        | آر.بی. بنت نماینده پارلمان از Calgary West (1870–1947)                                                                           | October 12, ۱۹۲۷                       | August 6, ۱۹۳۰                         |                                        | Conservative                           |              | ویلیام لیون مکنزی کینگ حزب لیبرال کانادا |
|                                        | ویلیام لیون مکنزی کینگ نماینده پارلمان از Prince Albert (1874–1950)                                                              | August 7, ۱۹۳۰                         | October 22, ۱۹۳۵                       |                                        | حزب لیبرال کانادا                      |              | آر.بی. بنت Conservative                  |
|                                        | آر.بی. بنت نماینده پارلمان از Calgary West (1870–1947)                                                                           | October 23, ۱۹۳۵                       | July 6, ۱۹۳۸                           |                                        | Conservative                           |              | ویلیام لیون مکنزی کینگ حزب لیبرال کانادا |
|                                        | Robert James Manion نماینده پارلمان از London (1881–1943)                                                                        | July 7, ۱۹۳۸                           | May 13, ۱۹۴۰                           |                                        | Conservative                           |              | ویلیام لیون مکنزی کینگ حزب لیبرال کانادا |
|                                        | Richard Hanson نماینده پارلمان از فردریکتون (1879–1948)                                                                          | May 14, ۱۹۴۰                           | January 1, ۱۹۴۳                        |                                        | Conservative                           |              | ویلیام لیون مکنزی کینگ حزب لیبرال کانادا |
|                                        | Richard Hanson نماینده پارلمان از فردریکتون (1879–1948)                                                                          | May 14, ۱۹۴۰                           | January 1, ۱۹۴۳                        | Progressive Conservative               |                                        |              | ویلیام لیون مکنزی کینگ حزب لیبرال کانادا |
|                                        | Gordon Graydon نماینده پارلمان از Peel (1896–1953)                                                                               | January 1, ۱۹۴۳                        | June 10, ۱۹۴۵                          |                                        | Progressive Conservative               |              | ویلیام لیون مکنزی کینگ حزب لیبرال کانادا |
|                                        | John Bracken نماینده پارلمان از Neepawa (1883–1969)                                                                              | June 11, ۱۹۴۵                          | July 20, ۱۹۴۸                          |                                        | Progressive Conservative               |              | ویلیام لیون مکنزی کینگ حزب لیبرال کانادا |
| Vacant July 21 – October 1, 1948       | |                                        |                                        |                                        |                                        |              | ویلیام لیون مکنزی کینگ حزب لیبرال کانادا |
|                                        | George A. Drew نماینده پارلمان از Carleton (1894–1973)                                                                           | October 2, ۱۹۴۸                        | November 1, ۱۹۵۴                       |                                        | Progressive Conservative               |              | ویلیام لیون مکنزی کینگ حزب لیبرال کانادا |
|                                        | George A. Drew نماینده پارلمان از Carleton (1894–1973)                                                                           | October 2, ۱۹۴۸                        | November 1, ۱۹۵۴                       | لوئیز سنت لارنت حزب لیبرال کانادا      | Progressive Conservative               |              |                                          |
|                                        | William Earl Rowe نماینده پارلمان از Dufferin—Simcoe (1894–1984)                                                                 | November 1, ۱۹۵۴                       | February 1, ۱۹۵۵                       |                                        | Progressive Conservative               |              |                                          |
|                                        | George A. Drew نماینده پارلمان از Carleton (1894–1973)                                                                           | February 1, ۱۹۵۵                       | August 1, ۱۹۵۶                         |                                        | Progressive Conservative               |              |                                          |
|                                        | William Earl Rowe نماینده پارلمان از Dufferin—Simcoe (1894–1984)                                                                 | August 1, ۱۹۵۶                         | December 13, ۱۹۵۶                      |                                        | Progressive Conservative               |              |                                          |
|                                        | جان دیفن‌بیکر نماینده پارلمان از Prince Albert (1895–1979)                                                                        | December 14, ۱۹۵۶                      | June 20, ۱۹۵۷                          |                                        | Progressive Conservative               |              |                                          |
|                                        | لوئیز سنت لارنت نماینده پارلمان از Quebec East (1882–1973)                                                                       | June 21, ۱۹۵۷                          | January 16, ۱۹۵۸                       |                                        | حزب لیبرال کانادا                      |              | جان دیفن‌بیکر Progressive Conservative    |
|                                        | لستر بولز پیرسون نماینده پارلمان از Algoma East (1897–1972)                                                                      | January 16, ۱۹۵۸                       | April 22, ۱۹۶۳                         |                                        | حزب لیبرال کانادا                      |              | جان دیفن‌بیکر Progressive Conservative    |
|                                        | جان دیفن‌بیکر نماینده پارلمان از Prince Albert (1895–1979)                                                                        | April 22, ۱۹۶۳                         | September 9, ۱۹۶۷                      |                                        | Progressive Conservative               |              | لستر بولز پیرسون Liberal                 |
|                                        | Michael Starr نماینده پارلمان از Ontario (1910–2000)                                                                             | September 9, ۱۹۶۷                      | November 6, ۱۹۶۷                       |                                        | Progressive Conservative               |              | لستر بولز پیرسون Liberal                 |
|                                        | Robert Stanfield نماینده پارلمان از Colchester—Hants (1967–1968) نماینده پارلمان از حوزه انتخابیه هلیفکس (from 1968) (1914–2003) | November 6, ۱۹۶۷                       | February 22, ۱۹۷۶                      |                                        | Progressive Conservative               |              | لستر بولز پیرسون Liberal                 |
|                                        | Robert Stanfield نماینده پارلمان از Colchester—Hants (1967–1968) نماینده پارلمان از حوزه انتخابیه هلیفکس (from 1968) (1914–2003) | November 6, ۱۹۶۷                       | February 22, ۱۹۷۶                      | پیر ترودو حزب لیبرال کانادا            | Progressive Conservative               |              |                                          |
|                                        | جو کلارک نماینده پارلمان از Rocky Mountain (متولد 1939)                                                                          | February 22, ۱۹۷۶                      | June 4, ۱۹۷۹                           |                                        | Progressive Conservative               |              |                                          |
|                                        | پیر ترودو نماینده پارلمان از Mount Royal (1919–2000)                                                                             | June 4, ۱۹۷۹                           | March 3, ۱۹۸۰                          |                                        | حزب لیبرال کانادا                      |              | جو کلارک Progressive Conservative        |
|                                        | جو کلارک نماینده پارلمان از Yellowhead (متولد 1939)                                                                              | March 3, ۱۹۸۰                          | February 2, ۱۹۸۳                       |                                        | Progressive Conservative               |              | پیر ترودو حزب لیبرال کانادا              |
|                                        | Erik Nielsen نماینده پارلمان از Yukon (1924–2008)                                                                                | February 2, ۱۹۸۳                       | August 29, ۱۹۸۳                        |                                        | Progressive Conservative               |              | پیر ترودو حزب لیبرال کانادا              |
|                                        | برایان مالرونی نماینده پارلمان از Central Nova (متولد 1939)                                                                      | August 29, ۱۹۸۳                        | September 16, ۱۹۸۴                     |                                        | Progressive Conservative               |              | پیر ترودو حزب لیبرال کانادا              |
|                                        | برایان مالرونی نماینده پارلمان از Central Nova (متولد 1939)                                                                      | August 29, ۱۹۸۳                        | September 16, ۱۹۸۴                     | جان ترنر حزب لیبرال کانادا             | Progressive Conservative               |              |                                          |
|                                        | جان ترنر نماینده پارلمان از Vancouver Quadra (1929–2020)                                                                         | September 17, ۱۹۸۴                     | February 8, ۱۹۹۰                       |                                        | حزب لیبرال کانادا                      |              | برایان مالرونی Progressive Conservative  |
|                                        | هرب گری نماینده پارلمان از Windsor West (1931–2014)                                                                              | February 8, ۱۹۹۰                       | December 21, ۱۹۹۰                      |                                        | حزب لیبرال کانادا                      |              | برایان مالرونی Progressive Conservative  |
|                                        | ژان کرتین نماینده پارلمان از Beauséjour (متولد 1934)                                                                             | December 21, ۱۹۹۰                      | November 4, ۱۹۹۳                       |                                        | حزب لیبرال کانادا                      |              | برایان مالرونی Progressive Conservative  |
|                                        | ژان کرتین نماینده پارلمان از Beauséjour (متولد 1934)                                                                             | December 21, ۱۹۹۰                      | November 4, ۱۹۹۳                       | کیم کمپبل Progressive Conservative     | حزب لیبرال کانادا                      |              |                                          |
|                                        | Lucien Bouchard نماینده پارلمان از Lac-Saint-Jean (متولد 1938)                                                                   | November 4, ۱۹۹۳                       | January 15, ۱۹۹۶                       |                                        | بلوک کبکوا                             |              | ژان کرتین حزب لیبرال کانادا              |
|                                        | ژیل دوسپ نماینده پارلمان از Laurier—Sainte-Marie (متولد 1947)                                                                    | January 15, ۱۹۹۶                       | February 17, ۱۹۹۶                      |                                        | بلوک کبکوا                             |              | ژان کرتین حزب لیبرال کانادا              |
|                                        | میشل گوتیه نماینده پارلمان از Roberval—Lac-Saint-Jean (1950–2020)                                                                | February 17, ۱۹۹۶                      | March 15, ۱۹۹۷                         |                                        | بلوک کبکوا                             |              | ژان کرتین حزب لیبرال کانادا              |
|                                        | ژیل دوسپ نماینده پارلمان از Laurier—Sainte-Marie (متولد 1947)                                                                    | March 15, ۱۹۹۷                         | June 2, ۱۹۹۷                           |                                        | بلوک کبکوا                             |              | ژان کرتین حزب لیبرال کانادا              |
|                                        | Preston Manning نماینده پارلمان از Calgary Southwest (متولد 1942)                                                                | June 2, ۱۹۹۷                           | March 27, ۲۰۰۰                         |                                        | Reform                                 |              | ژان کرتین حزب لیبرال کانادا              |
|                                        | Deborah Grey نماینده پارلمان از Edmonton North (متولد 1952)                                                                      | March 27, ۲۰۰۰                         | September 11, ۲۰۰۰                     |                                        | Canadian Alliance                      |              | ژان کرتین حزب لیبرال کانادا              |
|                                        | Stockwell Day نماینده پارلمان از Okanagan—Coquihalla (متولد 1950)                                                                | September 11, ۲۰۰۰                     | December 12, ۲۰۰۱                      |                                        | Canadian Alliance                      |              | ژان کرتین حزب لیبرال کانادا              |
|                                        | John Reynolds نماینده پارلمان از West Vancouver— Sunshine Coast (متولد 1942)                                                     | December 12, ۲۰۰۱                      | May 21, ۲۰۰۲                           |                                        | Canadian Alliance                      |              | ژان کرتین حزب لیبرال کانادا              |
|                                        | استیون هارپر نماینده پارلمان از Calgary Southwest (متولد 1959)                                                                   | May 21, ۲۰۰۲                           | January 9, ۲۰۰۴                        |                                        | Canadian Alliance                      |              | ژان کرتین حزب لیبرال کانادا              |
|                                        | استیون هارپر نماینده پارلمان از Calgary Southwest (متولد 1959)                                                                   | May 21, ۲۰۰۲                           | January 9, ۲۰۰۴                        | پل مارتین حزب لیبرال کانادا            | Canadian Alliance                      |              |                                          |
|                                        | Grant Hill نماینده پارلمان از Macleod (متولد 1943)                                                                               | January 9, ۲۰۰۴                        | March 20, ۲۰۰۴                         |                                        | Canadian Alliance                      |              |                                          |
|                                        | Grant Hill نماینده پارلمان از Macleod (متولد 1943)                                                                               | January 9, ۲۰۰۴                        | March 20, ۲۰۰۴                         | حزب محافظه‌کار کانادا                   |                                        |              |                                          |
|                                        | استیون هارپر نماینده پارلمان از Calgary Southwest (متولد 1959)                                                                   | March 20, ۲۰۰۴                         | February 6, ۲۰۰۶                       |                                        | حزب محافظه‌کار کانادا                   |              |                                          |
|                                        | Bill Graham نماینده پارلمان از Toronto Centre (1939–2022)                                                                        | February 6, ۲۰۰۶                       | December 2, ۲۰۰۶                       |                                        | حزب لیبرال کانادا                      |              | استیون هارپر حزب محافظه‌کار کانادا        |
|                                        | استفان دیون نماینده پارلمان از Saint-Laurent—Cartierville (متولد 1955)                                                           | December 2, ۲۰۰۶                       | December 10, ۲۰۰۸                      |                                        | حزب لیبرال کانادا                      |              | استیون هارپر حزب محافظه‌کار کانادا        |
|                                        | مایکل ایگناتیف نماینده پارلمان از Etobicoke–Lakeshore (متولد 1947)                                                               | December 10, ۲۰۰۸                      | May 2, ۲۰۱۱                            |                                        | حزب لیبرال کانادا                      |              | استیون هارپر حزب محافظه‌کار کانادا        |
|                                        | Jack Layton نماینده پارلمان از Toronto—Danforth (1950–2011)                                                                      | May 2, ۲۰۱۱                            | August 22, 2011                        |                                        | حزب دموکراتیک جدید                     |              | استیون هارپر حزب محافظه‌کار کانادا        |
|                                        | Nycole Turmel نماینده پارلمان از Hull—Aylmer (متولد 1942)                                                                        | August 22, ۲۰۱۱                        | March 24, ۲۰۱۲                         |                                        | حزب دموکراتیک جدید                     |              | استیون هارپر حزب محافظه‌کار کانادا        |
|                                        | توماس مولکر نماینده پارلمان از Outremont (متولد 1954)                                                                            | March 24, ۲۰۱۲                         | November 5, ۲۰۱۵                       |                                        | حزب دموکراتیک جدید                     |              | استیون هارپر حزب محافظه‌کار کانادا        |
|                                        | Rona Ambrose نماینده پارلمان از Sturgeon River—Parkland (متولد 1969)                                                             | November 5, ۲۰۱۵                       | May 27, ۲۰۱۷                           |                                        | حزب محافظه‌کار کانادا                   |              | جاستین ترودو حزب لیبرال کانادا           |
|                                        | اندرو شیر نماینده پارلمان از Regina—Qu'Appelle (متولد 1979)                                                                      | May 27, ۲۰۱۷                           | August 24, ۲۰۲۰                        |                                        | حزب محافظه‌کار کانادا                   |              | جاستین ترودو حزب لیبرال کانادا           |
|                                        | ارین اوتول نماینده پارلمان از Durham (متولد 1973)                                                                                | August 24, ۲۰۲۰                        | February 2, ۲۰۲۲                       |                                        | حزب محافظه‌کار کانادا                   |              | جاستین ترودو حزب لیبرال کانادا           |
| oLeft=۱۰                               | کندیس برگن نماینده پارلمان از Portage—Lisgar (متولد ۱۹۶۴)                                                                        | February 2, ۲۰۲۲                       | September 10, ۲۰۲۲                     |                                        | حزب محافظه‌کار کانادا                   |              | جاستین ترودو حزب لیبرال کانادا           |
|                                        | پیر پالیو نماینده پارلمان از Carleton (متولد 1979)                                                                               | September 10, ۲۰۲۲                     | متصدی فعلی                             |                                        | حزب محافظه‌کار کانادا                   |              | جاستین ترودو حزب لیبرال کانادا           |

## قائم مقامان رهبران اپوزیسیون
| پرتره     | نام حوزه انتخاباتی (تولد – مرگ)                                 | دوره تصدی         | دوره تصدی       | حزب | حزب                  | رهبر اپوزیسیون |
| پرتره     | نام حوزه انتخاباتی (تولد – مرگ)                                 | شروع دوره         | پایان دوره      | حزب | حزب                  | رهبر اپوزیسیون |
| --------- | --------------------------------------------------------------- | ----------------- | --------------- | --- | -------------------- | -------------- |
|           | Denis Lebel MP for Lac-Saint-Jean (born 1954)                   | November 19, 2015 | July 24, 2017   |     | حزب محافظه‌کار کانادا | Rona Ambrose   |
| اندرو شیر | Denis Lebel MP for Lac-Saint-Jean (born 1954)                   | November 19, 2015 | July 24, 2017   |     | حزب محافظه‌کار کانادا |                |
|           | لیزا رایت نماینده میلتون (متولد 1968)                           | ۲۴ جولای ۲۰۱۷     | ۲۱ اکتبر ۲۰۱۹   |     | محافظه کار           |                |
|           | لئونا آلسلف نماینده آرورا - اوک ریجز - ریچموند هیل (متولد 1968) | ۲۸ نوامبر ۲۰۱۹    | ۱۲ جولای ۲۰۲۰   |     | محافظه کار           |                |
| oLeft=۱۰  | کندیس برگن نماینده پورتیج-لیسگار (متولد 1964)                   | ۲ سپتامبر ۲۰۲۰    | ۲ فوریه ۲۰۲۲    |     | محافظه کار           | ارین اوتول     |
| oLeft=۱۰  | لوک برتولد نماینده مجلس Mégantic-L'Érable (متولد ۱۹۶۵ یا 1966)  | ۶ فوریه ۲۰۲۲      | ۱۳ سپتامبر ۲۰۲۲ |     | محافظه کار           | کندیس برگن     |
| oLeft=۱۰  | ملیسا لانسمن نماینده مجلس تورنهیل (متولد 1984)                  | ۱۳ سپتامبر ۲۰۲۲   | متصدی           |     | محافظه کار           | پیر پویلیور    |
| oLeft=۱۰  | تیم آپال نماینده مجلس ادمونتون میل وودز (متولد 1974)            | ۱۳ سپتامبر ۲۰۲۲   | متصدی           |     | محافظه کار           | پیر پویلیور    |

## یادداشت
1. ↑  Tupper lost his seat in the 1900 election and resigned as party leader and Leader of the Opposition three months later.
2. ↑  Died in office.
3. ↑  McKenzie served as Leader of the Opposition from Laurier's death until King's election as leader of the Liberal Party.
4. ↑  Arthur Meighen's Conservatives formed the Official Opposition although the Progressive Party had more seats.
5. ↑  Meighen failed to win his seat and immediately resigned as leader of the Conservative Party.
6. ↑  Guthrie served as Leader of the Opposition from shortly after Meighen's resignation until Bennett's election as leader of the Conservative Party.
7. ↑  Hanson served as Leader of the Opposition from Manion's resignation until Meighen's election as leader of the Conservative Party. He continued as acting Leader of the Opposition throughout Meighen's term as Conservative leader, as Meighen failed in his attempts to win election to the House of Commons, and continued as acting Leader of the Opposition from Bracken's election as PC leader until his own resignation.
8. ↑  The Conservative Party was renamed the Progressive Conservative Party in 1942.
9. ↑  Graydon served as Leader of the Opposition from Hanson's resignation until Bracken entered Parliament in the 20th general election.
10. ↑  Rowe served as acting Leader of the Opposition in winter 1954-55 due to Drew's poor health.
11. ↑  Rowe initially served as acting Leader of the Opposition for six weeks when Drew was ill, then became interim leader of the Progressive Conservative Party until Diefenbaker was elected as PC leader.
12. ↑  Starr served as Leader of the Opposition from Stanfield's election as PC leader until Stanfield entered Parliament via by-election.
13. ↑  Nielsen served as acting Leader of the Opposition for the two weeks preceding Clark's resignation from the post of leader of the PC Party. He continued as Leader of the Opposition during the 1983 Progressive Conservative leadership campaign in which Clark unsuccessfully ran to succeed himself. Nielsen continued as Leader of the Opposition from Mulroney's election as PC leader until Mulroney entered Parliament via by-election.
14. ↑  Gray became acting Leader of the Opposition after Turner announced his intention to step down as party leader. Gray continued as Leader of the Opposition from Chrétien's election as Liberal leader until Chrétien entered Parliament via a by-election.
15. ↑  Duceppe served as Leader of the Opposition during the 1996 Bloc Québécois leadership election initiated by Bouchard's sudden resignation from federal politics to become نخست‌وزیر پارلمانی of استان کبک.
16. ↑  Grey served as Leader of the Opposition during the 2000 Canadian Alliance leadership campaign in which Manning unsuccessfully ran to succeed himself. She continued as Leader of the Opposition from Day's election as Alliance leader until Day entered Parliament via byelection.
17. ↑  Hill served as Leader of the Opposition during the 2004 Conservative leadership election in which Harper successfully ran to be leader of the new party.
18. ↑  Although the PC Party and Canadian Alliance were recognized as merged on December 7, 2003, by Elections Canada for the purposes of elections law, they did not merge their parliamentary رایزنش until February 2, 2004.
19. ↑  Graham served as interim رهبر پارلمانی and Leader of the Opposition until the 2006 Liberal leadership convention.
20. ↑  Ignatieff served as interim Leader of Liberal Party until being elected Leader in the 2009 Liberal leadership convention.
21. ↑  Died in office.
22. ↑  Turmel became interim leader of the NDP on July 28, 2011, when Layton began his leave of absence, but she did not become the Leader of the Opposition until Layton's death.
23. ↑  Ambrose was elected interim party leader by the Conservative caucus to serve until a permanent leader was elected at the 2017 Conservative Party of Canada leadership election.
24. ↑  Bergen was elected interim party leader by the Conservative caucus to serve until a permanent leader was elected at the 2022 Conservative Party of Canada leadership election.